# Vipio terrefactor
Vipio terrefactor är en stekelart som först beskrevs av Charles Joseph de Villers 1789.  Vipio terrefactor ingår i släktet Vipio och familjen bracksteklar. Utöver nominatformen finns också underarten V. t. persica.